# Division d'Honneur 1937-1938
La Division d'Honneur 1937-1938 è stata la 30ª edizione della massima serie del campionato belga di calcio disputata tra il settembre 1937 e il maggio 1938 e conclusa con la vittoria del R. Beerschot AC, al suo sesto titolo.
Capocannoniere del torneo fu Marius Mondelé (Daring Club de Bruxelles SR), con 32 reti.

## Formula
Come nella stagione precedente le squadre partecipanti furono 14 e disputarono un turno di andata e ritorno per un totale di 26 partite.
Le ultime due classificate retrocedettero in Division 1.

## Squadre
| Squadra                  | Città                | Stadio | Stagione 1936-1937  |
| ------------------------ | -------------------- | ------ | ------------------- |
| Standard Liegi           | Liegi                |        | 7°                  |
| RC Tirlemont             | Tienen               |        | Division I          |
| White Star Woluwe AC     | Woluwe-Saint-Lambert |        | 6°                  |
| Olympic Charleroi        | Charleroi            |        | Division I          |
| Anderlecht               | Anderlecht           |        | 11°                 |
| Beerschot AC             | Anversa              |        | 2°                  |
| ARA La Gantoise          | Gand                 |        | 9°                  |
| Anversa                  | Anversa              |        | 8°                  |
| Union Saint-Gilloise     | Saint-Gilles         |        | 3°                  |
| Daring Club de Bruxelles | Bruxelles            |        | Campione del Belgio |
| RFC Brugeois             | Bruges               |        | 10°                 |
| RFC Malinois             | Malines              |        | 5°                  |
| KM Lyra                  | Lier                 |        | 12°                 |
| Liersche SK              | Lier                 |        | 4°                  |

## Classifica finale
|                   | Pos. | Squadra                     | Pt | G  | V  | N | P  | GF | GS | DR  |
| ----------------- | ---- | --------------------------- | -- | -- | -- | - | -- | -- | -- | --- |
| Belgio (bandiera) | 1.   | R. Beerschot AC             | 41 | 26 | 18 | 5 | 3  | 83 | 31 | +52 |
|                   | 2.   | Daring Club de Bruxelles SR | 36 | 26 | 15 | 6 | 5  | 69 | 31 | +38 |
|                   | 3.   | Union Royale Saint-Gilloise | 31 | 26 | 13 | 5 | 8  | 69 | 48 | +21 |
|                   | 4.   | Anversa                     | 28 | 26 | 11 | 6 | 9  | 48 | 46 | +2  |
|                   | 5.   | RFC Brugeois                | 27 | 26 | 11 | 5 | 10 | 39 | 53 | -14 |
|                   | 6.   | ARA La Gantoise             | 27 | 26 | 12 | 3 | 11 | 52 | 45 | +7  |
|                   | 7.   | Standard Liegi              | 26 | 26 | 12 | 2 | 12 | 60 | 68 | -8  |
|                   | 8.   | Anderlecht                  | 25 | 26 | 10 | 5 | 11 | 43 | 47 | -4  |
|                   | 9.   | K. Liersche SK              | 25 | 26 | 10 | 5 | 11 | 50 | 55 | -5  |
|                   | 10.  | R. White Star AC            | 25 | 26 | 11 | 3 | 12 | 61 | 66 | -5  |
|                   | 11.  | Olympic Charleroi           | 22 | 26 | 7  | 8 | 11 | 59 | 57 | +2  |
|                   | 12.  | RFC Malinois                | 21 | 26 | 7  | 7 | 12 | 41 | 59 | -18 |
|                   | 13.  | KM Lyra                     | 16 | 26 | 6  | 4 | 16 | 40 | 77 | -37 |
|                   | 14.  | RC Tirlemont                | 14 | 26 | 5  | 4 | 17 | 31 | 62 | -31 |

Legenda:

      Campione del Belgio
      Retrocesso in Division 1
Note:

Due punti a vittoria, uno a pareggio, zero a sconfitta.

### Verdetti
- R. Beerschot AC campione del Belgio 1937-38.
- KM Lyra e RC Tirlemont retrocesse in Division I.